# 鈍吻新棘鮋
鈍吻新棘鮋，又稱圓麟腹鮋，俗名石狗公，為輻鰭魚綱鮋形目鮋科的其中一種。

## 分布
本魚分布於台灣東北部海域。

## 特徵
本魚體形長橢圓形、頭大、頭頂較平滑，無明顯的凹漥，吻部鈍短；眼大，眼中央上方有一鬚狀皮瓣，兩眼間隔區無鱗，眼下骨棘3個，眶前骨突起的上方有棘2個。前鰓蓋骨邊緣有棘5個，無後顳骨棘。胸鰭第3棘最長。體紅色，其上散有深紅色雲形斑紋。背鰭胸鰭及尾鰭有橫列斑點，腹鰭及臀鰭素色，體長可達10公分。

## 生態
生活於100公尺左右的較深海區，屬於夜行肉食性魚類，以小型甲殼類為主食，外型似石，習伏於岩礁縫隙旁，休憩時不易被發現。

## 經濟利用
小型魚類，無經濟價值。